# Irene Dalis
Irene Dalis (ur. 8 października 1925 w San Jose, zm. 14 grudnia 2014 tamże) – amerykańska śpiewaczka operowa, mezzosopran.

## Życiorys
Studiowała na San Jose State University, uzyskując stopień Bachelor of Arts (1946) i Master of Arts (1957), w 1947 roku uzyskała też stopień Master of Arts w Teachers College na Columbia University. Śpiewu uczyła się w Nowym Jorku u Edyth Walker (1947–1950) i Paula Althouse’a (1950–1951) oraz w Mediolanie u Otto Müllera (1952). Debiutowała w 1953 roku w teatrze w Oldenburgu rolą Eboli w Don Carlosie. W latach 1955–1960 występowała w Städtische Oper w Berlinie Zachodnim. W 1957 roku debiutowała w roli Eboli na scenie Metropolitan Opera w Nowym Jorku, z którą pozostała związana do 1977 roku. W latach 1961–1963 występowała na festiwalu w Bayreuth, kreując rolę Kundry w Pasifalu. Od 1967 do 1971 roku śpiewała w operze w Hamburgu. Od 1976 roku wykładała na San Jose State University. Przyczyniła się do utworzenia opery w San Jose, której była pierwszym dyrektorem (1984–1988).
Zasłynęła w partiach wagnerowskich: jako Fryka w Złocie Renu i Walkirii, Waltrauta w Zmierzchu bogów, Kundry w Parsifalu, Ortruda w Lohengrinie, Brangena w Tristanie i Izoldzie. Śpiewała także role Amneris w Aidzie, Azuceny w Trubadurze, Lady Makbet w Makbecie, Santuzzy w Rycerskości wieśniaczej, Dalili w Samsonie i Dalili.